# (9589) Deridder
Pour les articles homonymes, voir Deridder.
(9589) Deridder est un astéroïde de la ceinture principale.

## Description
(9589) Deridder est un astéroïde de la ceinture principale. Il fut découvert le 21 novembre 1990 à La Silla par Eric Walter Elst. Il présente une orbite caractérisée par un demi-grand axe de 2,59 UA, une excentricité de 0,06 et une inclinaison de 4,2° par rapport à l'écliptique.

## Compléments